# Sousa sahulensis
Espèce
Statut de conservation UICN

 VU C2a(i) : Vulnérable
Sousa sahulensis est une espèce de dauphins à bosse. L'épithète spécifique sahulensis est dérivé de Sahul, plateau continental, où l'on trouve ce dauphin dans la partie immergée entre l’Australie et le sud de la Nouvelle-Guinée.

## Publication originale
- (en) Thomas A. Jefferson et Howard C. Rosenbaum, « Taxonomic revision of the humpback dolphins (Sousaspp.), and description of a new species from Australia », Marine Mammal Science, Wiley, vol. 30, no 4,‎ 1er août 2014, p. 1494-1541 (ISSN 0824-0469 et 1748-7692, OCLC 637552943, DOI 10.1111/MMS.12152).